# 萊凱區
萊凱區，是海地的區，位於該國南部，由南部省負責管轄，面積873.5平方公里，海拔高度140米，2015年該區人口為346,276，人口密度為每平方公里396.4人。